# Viru-Nigula

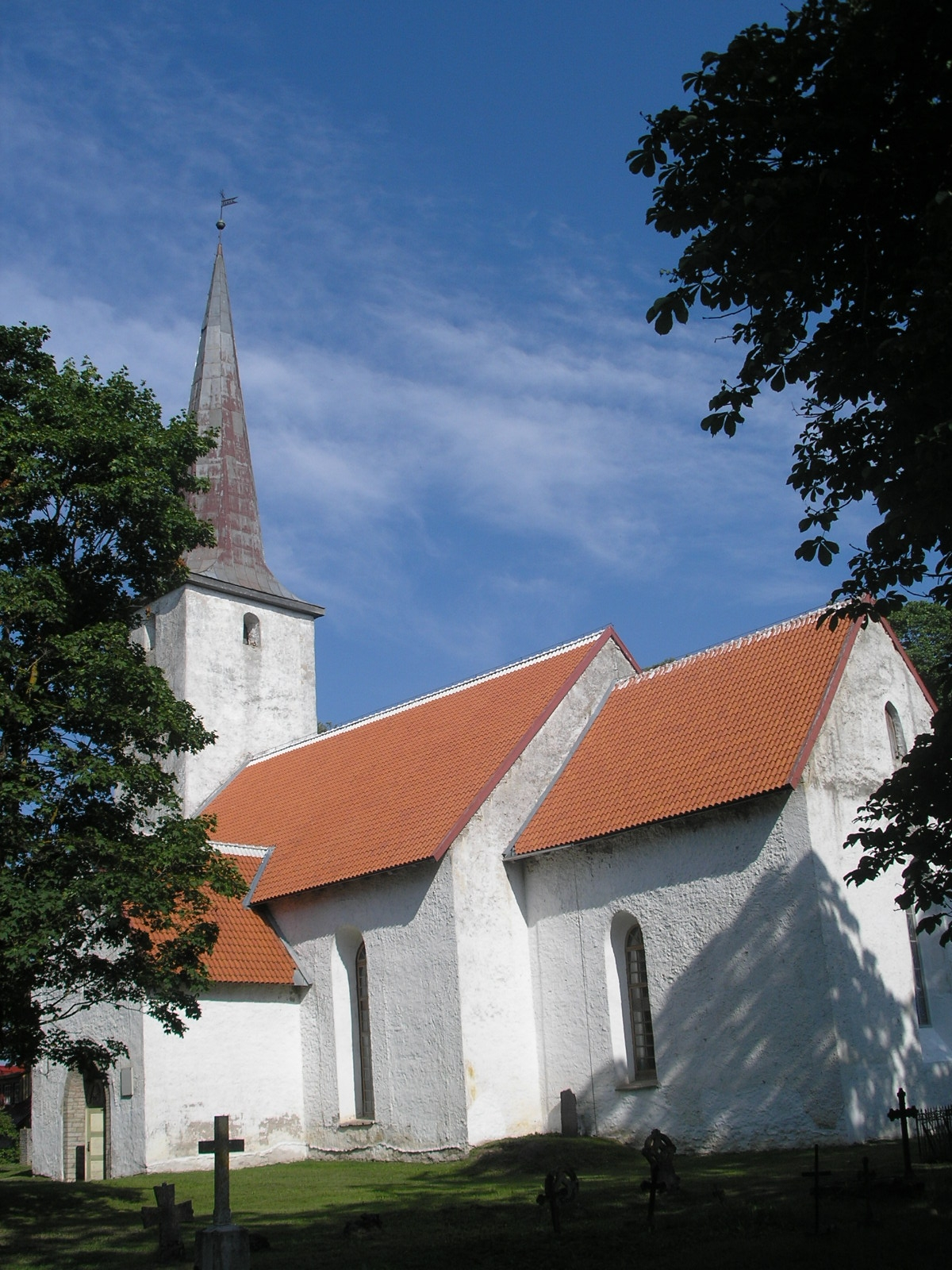
Kościół

Viru-Nigula – wieś w gminie Viru-Nigula, położona ok. 120 km na wschód od stolicy Estonii - Tallina.
Znajduje się tam najstarsze w kraju sanktuarium poświęconego Najświętszej Maryi Pannie.